# 流域治水
流域治水（りゅういきちすい）とは、国土交通省によると、気候変動の影響による水災害の激甚化・頻発化等を踏まえ、堤防の整備、ダムの建設・再生などの 対策をより一層加速するとともに、集水域（雨水が河川に流入する地域）から氾濫域（河川等の氾濫により浸水が想定される地域）にわたる流域に関わるあらゆる関係者が協働して水災害対策を行う考え方である。岸由二の提唱が大きい。
流域治水の施設や方法としてはつぎのようなものがある。
- 霞堤（かすみてい）・輪中堤・引堤
- 田んぼダム - 田んぼの排水溝に調整板を取り付けるなどし、排水量を減らし、水を貯留し、下流の洪水被害を軽減する。
- 遊水池
- ダムの事前放流
- 住宅地のかさ上げ・高台移転
- ワンコイン浸水センサー - 価格の安い浸水センサーを多く設置し、センサーから送られるデータを解析し、リアルタイムの浸水マップを作成し、避難にいかす。
- 雨水貯留施設 - 狭い大都市の地下に貯留槽を設置する。垂直型は広大な敷地を必要としないため、開発が進んだ地域でも設置が可能である。
- 河川や下水道の排水施設の強化 - ポンプを使って大きな川へ排水し、内水氾濫を防ぐ。
- ハザードマップの整備、災害タイムラインの作成、避難訓練 - ハード面のみならず、ソフト面でもさまざまな取り組み。通常の避難訓練の他に、土嚢を積む訓練などをも実施する。

## 流域治水プロジェクト
「流域治水プロジェクト」は、国、流域自治体、企業等が協働し、河川整備に加え、雨水貯留浸透施設や土地利用規制、利水ダムの事前放流など、各水系で重点的に実施する治水対策の全体像を取りまとめたものである。
2021年3月30日に全国109全ての一級水系（119プロジェクト）、12の二級水系（12プロジェクト）で策定・公表された。

## 近年の政策動向
2010年代後半以降、日本では従来の堤防整備や河道掘削に加え、流域全体で水害を軽減する「流域治水」の概念が政策の中核となった。これらの取り組みは、堤防や河道整備などの従来型対策に加え、気候変動による水害リスクの増大に対応する総合的・多層的アプローチとして位置付けられている“令和7年版 防災白書”.   内閣府. 2025年8月13日閲覧。。